# Nassarina minor
Nassarina minor är en snäckart som först beskrevs av C. B. Adams 1845.  Nassarina minor ingår i släktet Nassarina och familjen Columbellidae. Inga underarter finns listade i Catalogue of Life.